# Piaskowiec (ptak)
Piaskowiec (Calidris alba) – gatunek średniej wielkości ptaka wędrownego z rodziny bekasowatych (Scolopacidae). W sezonie lęgowym występuje w Arktyce, zimuje na wybrzeżach i wyspach wszystkich kontynentów, prócz Antarktydy. Nie jest zagrożony wyginięciem.

## Podgatunki i zasięg występowania
Piaskowiec zamieszkuje w zależności od podgatunku:
- C. alba alba – północny skraj Kanady (Wyspa Ellesmere’a), północna i wschodnia Grenlandia, Svalbard, Ziemia Północna, Półwysep Tajmyr; zimuje na wybrzeżach Europy Zachodniej i Południowej, Afryki, południowej Azji oraz Australii i niektórych wysp Oceanii. W Polsce podczas przelotów spotykany licznie na wybrzeżu, w głębi kraju nieregularnie i nielicznie.
- C. alba rubida – północno-wschodnia Syberia (Wyspy Nowosyberyjskie, ujście Leny), Alaska (nielicznie) i północna Kanada (oprócz Wyspy Ellesmere’a); zimuje na wschodnich wybrzeżach Azji oraz wybrzeżach amerykańskich począwszy od środkowej części Ameryki Północnej po południowe krańce Ameryki Południowej.

## Morfologia
WyglądBrak wyraźnego dymorfizmu płciowego. W upierzeniu godowym wierzch ciała rdzawy z ciemnymi plamkami, które są większe na grzbiecie i pokrywach skrzydłowych. Spód ciała i podgardle białe. Prosty dziób i nogi czarne. W szacie spoczynkowej wierzch ciała popielatoszary, a czoło, brew i spód białe. W przedniej części pokrywy skrzydłowej charakterystyczna czarna plama. Osobniki młodociane podobne do dorosłych w upierzeniu spoczynkowym, jednak wierzch ich ciała pokrywają czarne plamy.
Wymiary średniedługość ciała ok. 19–21 cm
rozpiętość skrzydeł ok. 34–40 cm
masa ciała ok. 35–110 g

## Ekologia i zachowanie
BiotopTundra, poza okresem lęgowym głównie morskie wybrzeża.
GniazdoNa ziemi.
JajaW ciągu roku wyprowadza jeden lęg lub dwa, w krótkim odstępie czasu (zdarzają się sporadyczne przypadki poliandrii), składając w czerwcu–lipcu 4 jaja.
WysiadywanieJaja wysiadywane są przez okres 24–32 dni przez obydwoje rodziców, lub jeśli złożone zostały dwa lęgi, każde z rodziców wysiaduje tylko jeden z nich.
PożywienieBezkręgowce i nasiona roślin.

## Status i ochrona
Międzynarodowa Unia Ochrony Przyrody (IUCN) uznaje piaskowca za gatunek najmniejszej troski (LC, Least Concern) nieprzerwanie od 1988 roku. W 2024 roku szacowano liczebność światowej populacji na 900 000 – 1 200 000 dorosłych osobników. Trend liczebności populacji prawdopodobnie jest spadkowy.
W Polsce podlega ścisłej ochronie gatunkowej.